# Horstileanira crosslandi
Horstileanira crosslandi is een borstelworm uit de familie Sigalionidae. Het lichaam van de worm bestaat uit een kop, een cilindrisch, gesegmenteerd lichaam en een staartstukje. De kop bestaat uit een prostomium (gedeelte voor de mondopening) en een peristomium (gedeelte rond de mond) en draagt gepaarde aanhangsels (palpen, antennen en cirri).
Horstileanira crosslandi werd in 1970 voor het eerst wetenschappelijk beschreven door Pettibone.